# Sonya Levien
Sonya Levien (25 de dezembro de 1888 – 19 de março de 1960) foi uma roteirista russa naturalizada norte-americana.
Nascida na Rússia, ela escreveu os roteiros para 72 filmes entre 1921 a 1962. Em 1955, ela ganhou o Oscar de melhor roteiro original para o filme Interrupted Melody. Faleceu em Hollywood, Califórnia.

## Filmografia parcial
- Salome of the Tenements (1925)
- The Princess from Hoboken (1927)
- A Ship Comes In (1928)
- The Power of the Press (1928)
- Behind That Curtain (1929)
- Lucky Star (1929)
- So This Is London (1930)
- The Brat (1931)
- Delicious (1931)
- Cavalcade (1933)
- State Fair (1933)
- Change of Heart (1934)
- The White Parade (1934)
- In Old Chicago (1937)
- Four Men and a Prayer (1938)
- The Cowboy and the Lady (1938)
- Drums Along the Mohawk (1939)
- The Hunchback of Notre Dame (1939)
- The Amazing Mrs. Holliday (1943)
- The Valley of Decision (1945)
- State Fair (1945)
- The Green Years (1946)
- Quo Vadis (1951)
- The Merry Widow (1952)
- The Student Prince (1954)
- Interrupted Melody (1955)
- Oklahoma! (1955)
- Bhowani Junction (1956)
- Jeanne Eagels (1957)
- State Fair (1962)